# Мужская сборная Беларуси по хоккею на траве
Мужская сборная Беларуси по хоккею на траве — мужская сборная по хоккею на траве, представляющая Беларусь на международной арене. Управляющим органом сборной выступает Белорусская федерация хоккея на траве.
Сборная занимает (по состоянию на 16 июня 2014) 37-е место в рейтинге Международной федерации хоккея на траве (FIH).

## Результаты выступлений

### Чемпионат мира
- 1994 — 12-е место

### Чемпионат Европы
- 1995 — 9-е место

### EuroHockey Nations Challenge I
- 2007 —
- 2013 —

### EuroHockey Nations Trophy
- 2005 — 7-е место
- 2009 — 6-е место
- 2011 — 8-е место